# Chiesa di San Germano e San Giovanni Bosco
La chiesa di San Germano e San Giovanni Bosco è la parrocchiale di Podenzano, in provincia di Piacenza e diocesi di Piacenza-Bobbio; fa parte del vicariato della Val Nure.

## Storia
La primitiva pieve di Podenzano venne fondata in epoca romana nel 450 d.C. In epoca longobarda vi è la ripresa delle funzioni religiose pievane, ed è testimoniata ancora come pieve nel IX secolo. L'edificio subì diverse ristrutturazioni nel corso dei secoli successivi e, nel XVIII secolo, venne sostanzialmente rifatto per volere dell'allora arciprete don Annibale Anguissola. La facciata fu riedificata nel 1870 e la statua di San Germano che inizialmente la adornava venne spostata sulla torre campanaria.
Nel 1934 il parroco don Ettore Zurla decise di ricostruire la pieve e incaricò il geometra Giuseppe Bottazzi di fare i rilievi sul terreno e segnalare il punto su cui sarebbe sorta la nuova chiesa, posta a lato della precedente. I lavori di costruzione, su progetto dell'architetto Camillo Uccelli, cominciarono nell'ottobre 1934, mentre nel 1936, dopo essere stata benedetta dal vescovo di Piacenza Ersilio Menzani, venne posta la pietra testimoniale, al cui interno fu collocato un documento attestante la fondazione dell'edificio. La chiesa venne terminata nel 1940 e consacrata il 6 aprile di quell'anno in una cerimonia officiata dallo stesso Menzani coadiuvato per l'occasione dai vescovi di Ascoli Piceno, Ambrogio Squintani, e Bagnoregio, Adelchi Albanesi.
A partire dal 1957 la chiesa venne affrescata dal pittore piacentino Luciano Ricchetti, la cui ultima decorazione venne completata nel 1975. In quello stesso anno pittore milanese Pietro Delfitto decorò una delle cappelle poste sul lato destro, mentre negli anni successivi l'artista Francesco Maria Martini aggiunse delle decorazioni in rame con smalti policromi.

## Descrizione

### Esterno
La chiesa presenta un orientamento sud-nord e davanti ad essa si trova un sagrato costituito da lastre in granito rosa di forma rettangolare. La facciata, edificata con mattoni a vista in stile neoromanico, si presenta monocuspidata a salienti. La porzione centrale della facciata presenta alle estremità delle paraste posizionate al di sopra di piedistalli che, a loro volta, fanno da base ad un arco a tutto sesto. All'interno dell'arco si trova una galleria formata da cinque arcatelle a tutto sesto che poggiano su pilastrini binati con capitelli di ordine corinzio. Nella lunetta posta al di sopra della galleria si trova, invece, un affresco raffigurante San Germano.
Il portale principale, posto in posizione centrale, è dotato di protiro che poggia su piccole colonne binate di ordine corinzio. Le porzioni laterali della facciata richiamano la parte centrale e sono dotate di paraste angolari, archi a tutto sesto con lunetta e trifore che sovrastano gli ingressi laterali. Il fronte laterale della navata maggiore, così come i bracci del transetto, presenta nella porzione più alta delle lesene; in posizione centrale rispetto a ogni campata si trovano dei rosoni in pietra all'interno di cornici di forma quadrata. La parte più bassa, invece è dotata di bifore poste su piccole colonne all'interno di archi a tutto sesto.
Nella parte alta dell'abside si trova una galleria cieca formata da dieci arcatelle a tutto sesto le quali poggiano su piccole colonne di ordine corinzio; nella parte inferiore, invece, si trovano sei arcate cieche a tutto sesto, delle quali la prima e l'ultima presentano monofore a tutto sesto. Le absidiole laterali sono caratterizzate da cinque arcate cieche; anche in questo caso con monofore nella prima e nell'ultima.
I fronti occidentale, orientale e settentrionale sono a salienti monocuspidati; nella parte alta si trova un arco a tutto sesto al cui centro è presente un rosone, mentre nella porzione più bassa è addossato un'abside centrale di forma semicircolare, dotata di una coppia di absidiole laterali, di altezza minore.
La torre campanaria presenta una struttura a base quadrata e si trova sul lato sinistro dell'edificio, rispetto al quale è distaccata. La cella campanaria presenta monofore a tutto sesto affiancate da lesene angolari di ordine dorico ed è sormontata da una trabeazione in aggetto.

### Interno
L'interno presenta una pianta a croce greca allungata a tre navate con volta a crociera, le quali sono separate una dall'altra da arcate a tutto sesto che poggiano su pilastri quadrati di ordine dorico che si alternano a colonne di ordine corinzie realizzate in marmo. Il presbiterio, pavimentato con grandi laste marmoree policrome, è rialzato rispetto al resto dell'edificio ed è accessibile tramite tre gradini in marmo rosso di Verona. Nell'abside si trova un ambulacro con volta a crociera, mentre le absidi del transetto ospitano le cappelle votive: quelle sul lato destro sono consacrate alla Madonna della seggiola, alla Madonna del Rosario e alla Sacra Famiglia, mentre quelle sul lato sinistro a San Giuseppe, San Giovanni Bosco e San Francesco.
Opere di pregio conservate all'interno della chiesa sono l'organo, realizzato dalla ditta cremonese Tonoli ed originariamente posto nella cattedrale di Piacenza, degli affreschi di Luciano Ricchetti raffiguranti il Cristo Crocifisso, il Sacro Cuore di Gesù, la Via Crucis, posta sulle pareti laterali, i Quattro Evangelisti e la Madonna con la Bibbia, posti nell'abside e, infine, la Santissima Trinità e il Cristo Risorto, situati sulla parete d'ingresso; opere di altri autori sono il dipinto con il Sacrificio di Abramo, realizzato da Paolo Perotti e lo Sposalizio della Madonna posto in una cappella laterale e realizzato in olio su cementite da Pietro Delfitto. Le decorazioni delle cappelle di Sant'Antonio, San Francesco, della Sacra Famiglia, così come l'Apparizione di Fatima sono invece opera dell'artista Francesco Maria Martini.